# Amouzou Amouzou-Glikpa
Amouzou Amouzou-Glikpa (* 1. Januar 1960 in Sokodé, Togo) ist ein togoisch-deutscher Künstler, der in Wuppertal lebt und arbeitet.

## Leben und Werk
Amouzou Amouzou-Glikpa ist das fünfte von elf Kindern eines Tankstellenverkäufers und einer Fischverkäuferin aus Sokodé in Togo. Nach einem Germanistikstudium an der Universität von Lomé, Togo, studierte er von 1983 bis 1984 chinesische Sprache in Peking. Anschließend absolvierte er ein Studium der Bildhauerei an der Chinesischen Zentralakademie der Bildenden Kunst (CAFA) in Peking. Von 1992 bis 1995 war er dort Meisterschüler von Sheng Yang. Von 1995 bis 1996 studierte er an der Kunstakademie Düsseldorf in der Klasse von Tony Cragg. 1996 war Amouzou-Glikpa Gastdozent in der Klasse des tschechischen Bildhauers Kurt Gebauer an der Akademie für Kunst, Architektur und Design Prag (UMPRUM) und 1998 bis 2006 Assistent im Atelier von Tony Cragg in Wuppertal.
Amouzou-Glikpas Kunst thematisiert das fragile Verhältnis von Mensch und Natur mit seinen philosophischen, religiösen und evolutionären Bezügen, wobei zugleich immer auch die persönliche Situation des Künstlers in der Diaspora reflektiert wird. Als Wanderer zwischen afrikanischer, asiatischer und europäischer Welt kombiniert Amouzou-Glikpa in seinen Werken Elemente unterschiedlicher Kulturen, wenngleich sein westafrikanischer Hintergrund stets sichtbar bleibt. Seine Skulpturen, Installationen, Bilder und Performances sind stark von der spirituellen Tradition Togos geprägt und verbinden Einflüsse aus Bildhauerei, ostasiatischer Kalligraphie, Musik, Tanz und Voodoo-Trance. Die menschliche Figur und ihre Bewegung spielt dabei eine wesentliche Rolle, doch auch Mischwesen, Widderköpfe, Kaurischnecken und Kalebassen sind Teile seines Zeichenkosmos.

## Ausstellungen (Auswahl)

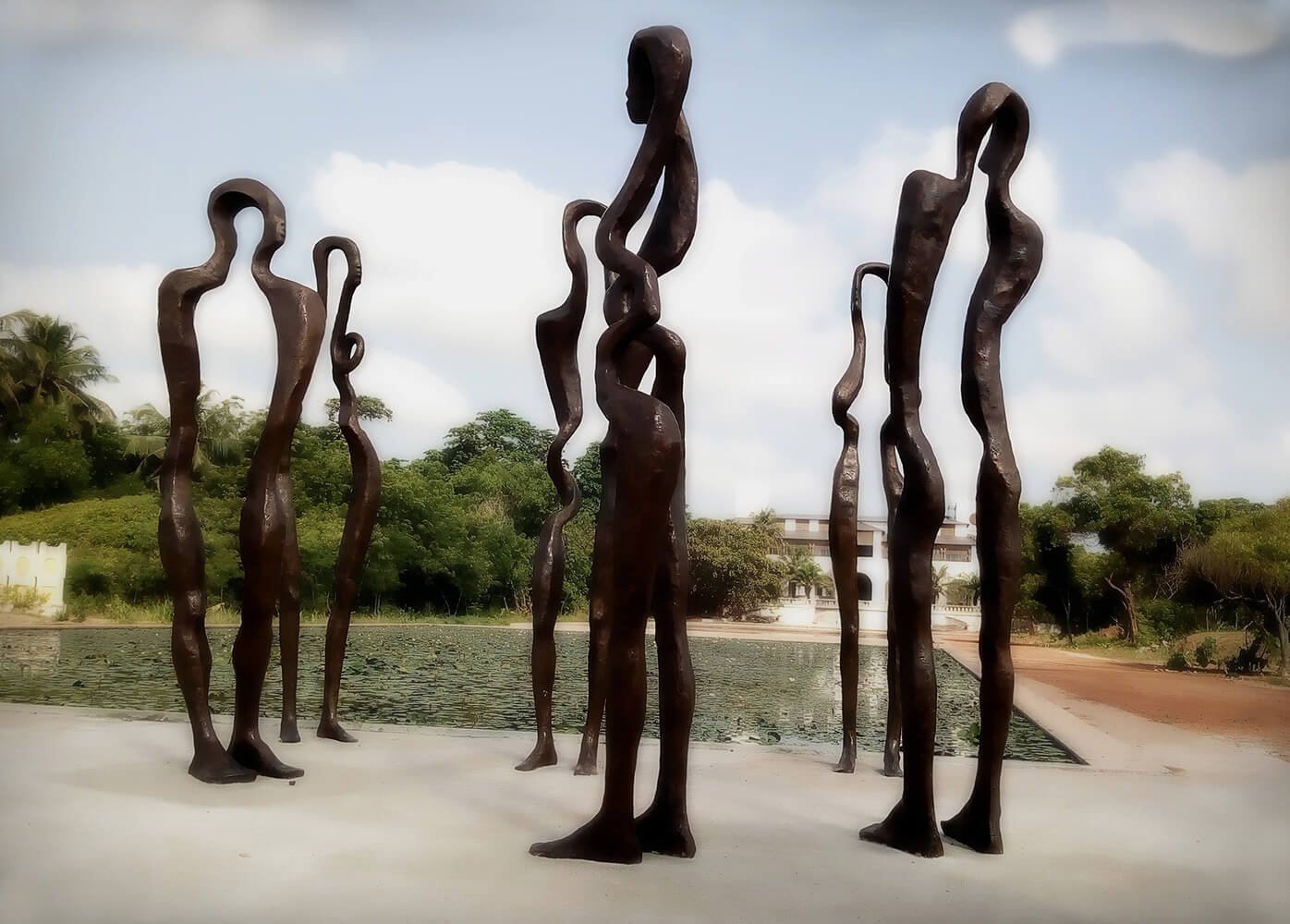
Bronzene Skulpturengruppe „Les Togolais“, Palais de Lomé, Togo, 2019

### Einzelausstellungen
- 1991: Amouzou, Amerikanisches Kulturzentrum, Lomé, Togo
- 1992: Amouzou, Kongresspalast, Lomé, Togo
- 1994: Rheinpark Duisburg
- 1996: Internationales Festival der Kunst, Kulturzentrum Banco do Brasil, Belo Horizonte, Brasilien; Akademie für Kunst, Architektur und Design Prag, Tschechien
- 2000/01: Rautenstrauch-Joest-Museum, Köln
- 2002: einewelt haus, MDR-Landesfunkhaus Sachsen-Anhalt, Galerie Grimm, Magdeburg; Städtische Galerie, Remscheid
- 2004: Je me demande – Ich frage mich. Peter Kowald Gesellschaft/ort, Wuppertal
- 2009: Galerie Peter Herrmann, Berlin
- 2019: Die Könige von Togo, Kongresspalast, Lomé, Togo

### Gruppenausstellungen
- 1992: Pédakondji. Afrikanisch-europäische Inspiration, Französisches Kulturzentrum und Goethe-Institut, Lomé, Togo
- 1993: Pédakondji. Afrikanisch-europäische Inspiration, Kunstpalast Düsseldorf
- 1994: Künstlergruppe „Entani“, Aichi Kunstzentrum, Nagoya, Japan
- 1996: GC De Markten, Brüssel, Belgien
- 1997: Festival „Afrikanissimo“, Kunsthalle Barmen, Wuppertal
- 1998: Ji’nan Museum, Jinan, China; Weifang Drachen-Museum, Weifang, China
- 1999: Skulpturengarten Sürth, Köln
- 2000: L’art dans le monde, Pont Alexandre III, Paris, Frankreich
- 2001: Er fliegt und fliegt, Kunstverein Bad Salzdetfurth, Kunstgebäude auf dem Schlosshof Bodenburg, Bad Salzdetfurth
- 2003: Künstlergruppe „Entani“, Meguro Museum of Art, Tokio, Japan
- 2011: Grenzenlos. Bilder – Skulpturen – Installationen, Kunstverein Aalen
- 2021: Revue Noire, Les Abattoirs, Toulouse, Frankreich
- 2021: Dancing the Self, Landtagsgebäude Nordrhein-Westfalen, Düsseldorf

## Auszeichnungen
- 2001: Kunst- und Kulturpreis für internationale Verständigung der Ismail-Çoban-Stiftung zur Förderung junger Künstler, Wuppertal